# Idotea phosphorea
Idotea phosphorea is een pissebed uit de familie Idoteidae. De wetenschappelijke naam van de soort is voor het eerst geldig gepubliceerd in 1873 door Harger.